# Lockheed U-2
Lockheed U-2 z vzdevkom Dragon Lady (zmajevska dama) je ameriško izvidniško letalo proizvajalca Lockheed Corporation (danes Lockheed Martin) v sestavi Vojnega letalstva ZDA.
Ustvarili so ga z namenom neopaznega pridobivanja informacij z velikih višin s pomočjo snemalnih in drugih vohunskih naprav. Letalo prihaja iz Lockheedovih obratov v Kaliforniji, imenovanih tudi Skunk Works (smrdljivi obrati).
Nastalo je v zgodnjih 1950. letih kot odgovor na potrebo ameriških obveščevalnih služb (določneje CIA) med hladno vojno po informacijah o sovjetskih vojaških zmožnostih in načrtih. V ta namen so razvili letalo, ki je bilo sposobno leteti izredno visoko - do 21.000 m - s čimer naj bi se izognilo sovjetskim protiletalskim izstrelkom, lovcem in celo radarju ter v sovjetskem zračnem prostoru skrivoma snemalo ozemlje.
Prve izvidniške naloge so začeli s tem letalom izvajati leta 1956. Javnost je zanj izvedela šele leta 1960, ko so Ciinega pilota sestrelili nad ozemljem Sovjetske zveze. 14. oktobra 1962 je pilot z letalom U-2 fotografiral sovjetske sile, ki so na Kubi postavljale jedrske konice, kar je sprožilo kubansko raketno krizo. Po koncu hladne vojne ga vojno letalstvo uporablja v glavnem za preskušanje elektronskih tipal, kalibracijo satelitov in druge podporne naloge.